# Volkan Baran

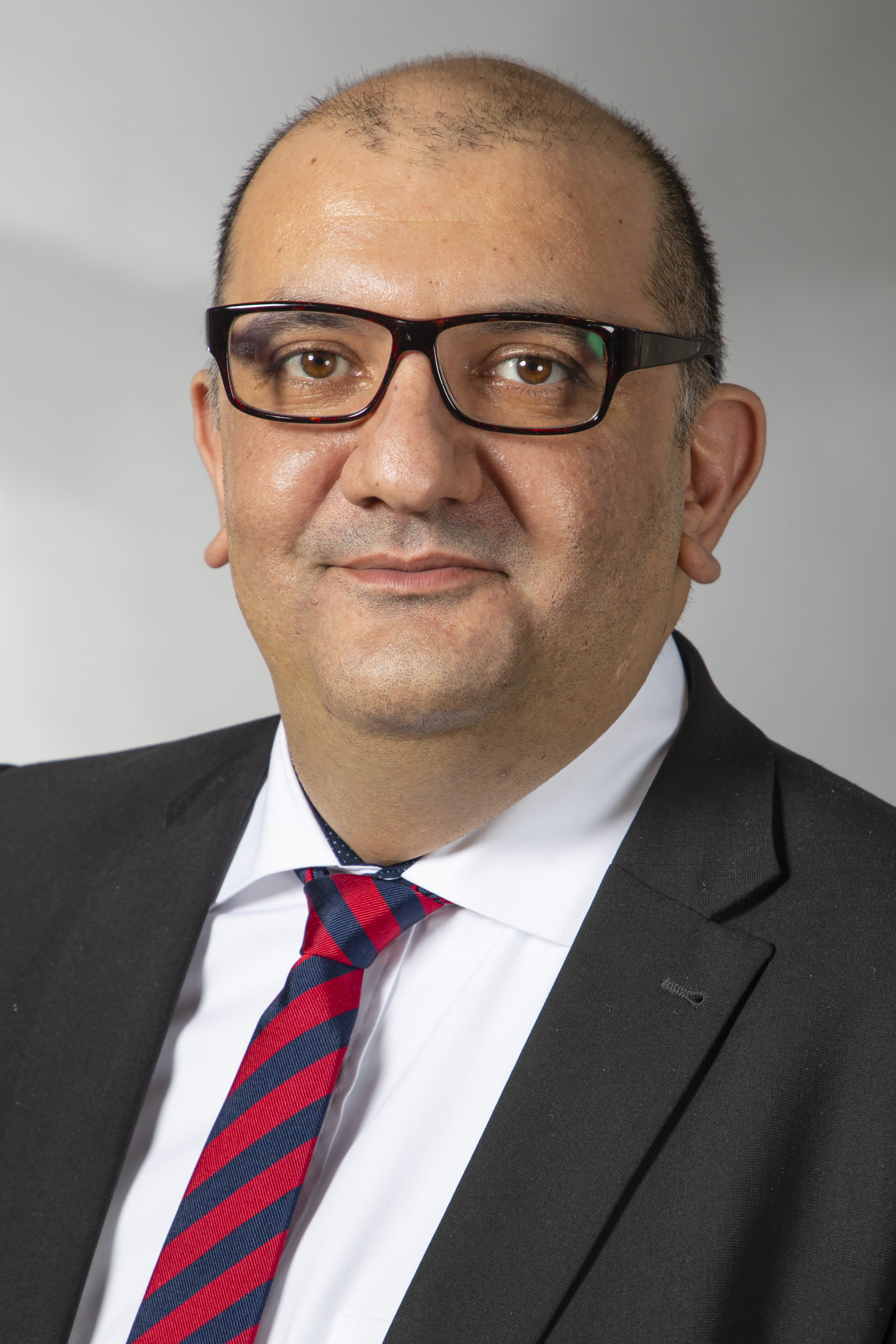
Volkan Baran

Volkan Baran (* 12. August 1978 in Lünen) ist ein deutscher Politiker der SPD und seit 2017 Mitglied des Landtags Nordrhein-Westfalen.

## Leben
Die Eltern von Baran kamen als Gastarbeiter aus Sivas in der Türkei nach Deutschland.
Nach der Mittleren Reife 1994 an der Geschwister-Scholl-Gesamtschule Lünen absolvierte Baran eine Ausbildung zum Bergmechaniker auf der Zeche Haus Aden/Monopol, die er 1997 abschloss. Im Anschluss daran arbeitete er bis 2002 als Schlosser und wirkte zugleich als Jugendvertreter und Vertrauensmann für die IG Bergbau. Von 2002 bis 2004 leistete er seinen Grundwehrdienst an einem Standort der Bundeswehr im Teutoburger Wald ab.
Von 2004 bis 2012 war Baran bei der EWZ in Dortmund, einer privaten Einrichtung für Berufsberatung und Arbeitsplatzvermittlung von Jugendlichen mit Migrationshintergrund, tätig. Seit 2012 ist er als Diversity Manager bei den Dortmunder Stadtwerken (DSW21) angestellt; das Beschäftigungsverhältnis ruht seit seinem Eintritt in den Landtag 2017.
Baran ist seit 1994 Mitglied der IG BCE und seit 2015 Mitglied der Gewerkschaft ver.di.

## Partei
Baran trat 2003 in die SPD ein und war von 2005 bis 2016 Vorstandsmitglied im SPD-Unterbezirk Dortmund. Von 2004 bis 2009 war er Mitglied des Ausländerbeirates, von 2009 bis 2017 Mitglied des Rates der Stadt Dortmund und dort stellvertretender Vorsitzender der SPD-Ratsfraktion. 

## Abgeordneter
Bei der Landtagswahl im Mai 2017 wurde er als Direktkandidat der SPD über den Wahlkreis 112 (Dortmund II) in den Landtag von Nordrhein-Westfalen gewählt. Das Direktmandat gewann er mit 39,1 % der Erststimmen. Im Landtag ist er Mitglied des Haushalts- und Finanzausschusses sowie des Ausschusses für Wirtschaft, Energie und Landesplanung. Bei der Landtagswahl im Mai 2022 verteidigte er das Direktmandat mit 34,2 % der Erststimmen.

## Privates
Volkan Baran ist verheiratet und hat zwei Kinder.